# Peter Tavel
Peter Egýd Tavel (* 7. září 1966 Trebišov) je slovenský římskokatolický kněz, člen dominikánského řádu, psycholog a psychoterapeut, působící v České republice a v Rakousku. Od roku 1999 působí na Cyrilometodějské teologické fakultě Univerzity Palackého a v letech 2014 až 2022 byl jejím děkanem.

## Vzdělání
- Stavební inženýr – Stavební fakulta VŠT v Košicích
- Docent – obor klinická psychologie na Univerzitě Palackého v Olomouci
- Profesor - obor klinická psychologie na Univerzitě Palackého v Olomouci
- Magistr – obor teologie na Univerzitě Palackého v Olomouci,

## Výcviky a kurzy
- Sebezkušenostní psychoterapeutický pobyt na neurotickém oddělení v PL v Kroměříži
- Dvouletý seminář Výklad snů
- Dvouletý seminář Lege artis
- Roční výcvik Paliatívní péče v hospici v Mödlingu v Rakousku
- Pětiletý daseinsanalytický výcvik v komunitně-skupinové psychoterapii na Pražské vysoké škole psychosociálních studií

## Praxe
- Sedm roků přednášel psychologii na Trnavské univerzitě v Trnavě na Slovensku.
- V současnosti přednáší psychologii na UP v Olomouci a na Pražské vysoké škole psychosociálních studií v Praze.
- Více než deset roků žije v Rakousku, kde se v rámci hospicu a domova důchodců věnuje paliativním, starým a umírajícím pacientům.
- Je supervizor Mobile Hospic Niederösterreich.
- Poskytuje psychologické poradenství pro Centrum poradenské služby na CMTF UP v Olomouci.
- Senior researcher v centru excelentnosti Kosice Institute for Society and Health na UPJŠ v Košicích ve spolupráci s Department of Social Medicine, University Medical Centre Groningen, University of Groningen v Holnadsku

## Pozice a členství
- Bývalý děkan Cyrilometodějské teologické fakulty UP v Olomouci
- Vedoucí Institutu sociálního zdraví v Olomouci (OUSHI)
- Národní koordinátor oxfordské metodiky DIPEx
- Člen českého národního týmu HBSC
- Prorektor pro vnější vztahy Pražské vysoké školy psychosociálních studií v Praze (září 2014-září 2015)

## Ocenění
- Cena Literárného fondu Slovenskej akadémie vied za dílo Psychologické problémy v starobe I.
- Tři čestná uznaní rektora UP za vědecké monografie
- Cena za nejlepší poster na konferenci European Health Psychology Society v Bath v Anglii

## Dílo
- Seznam děl v Souborném katalogu ČR, jejichž autorem nebo tématem je Peter Tavel
- (slovensky) Peter Tavel: Zmysel života podľa V. E. Frankla, Iris, Bratislava 2004, ISBN 80-89018-81-5
- Peter Tavel: Smysl života podle Viktora Emanuela Frankla, Triton, Praha 2007, ISBN 978-80-7254-915-3
- Peter Tavel: Vybrané kapitoly ze sociální psychologie (1. vydání), Univerzita Palackého v Olomouci, Olomouc 2007, ISBN 978-80-244-1658-8
- (slovensky) Peter Tavel, Andrea Madarasová Gecková: Človek medzi ľuďmi, Schola Philosophica, Pusté Úľany 2008, ISBN 978-80-969823-1-8
- Peter Tavel: Vybrané kapitoly ze sociální psychologie (2., rozšířené vydání), Univerzita Palackého v Olomouci, Olomouc 2009, ISBN 978-80-244-2327-2
- (slovensky) Peter Tavel: Psychologické problémy v starobe I., Schola Philosophica, Pusté Úľany 2009, ISBN 978-80-969823-7-0
- (anglicky) Andrea Madarasova Gecková, Peter Tavel, Jitse P. van Dijk, Thomas Abel, Sijmen A. Reijneveld: Factors associated with educational aspirations among adolescents: cues to counteract socioeconomic differences, BMC Public Health 10/2010, str. 154
- Peter Tavel, Lenka Fojtová, Gabriela Šarníková: Práce s anglickými texty v bakalářské a diplomové práci, Pražská vysoká škola psychosociálních studií, Praha 2013, ISBN 978-80-904748-4-0
- Gabriela Šarníková, Peter Tavel a kolektiv: Edukace dětí a mládeže ve volném čase II., Univerzita Palackého v Olomouci, Olomouc 2014, ISBN 978-80-244-4156-6
- (anglicky) Jan Hofer, Holger Busch, Alma Au, Iva Poláčková Šolcová, Peter Tavel, Teresa Tsien Wong Bik-kwan: For the benefit of others: generativity and meaning in life in the elderly in four cultures, Psychology and Aging 4/2014, str. 764-775